# Hégli Dusan
Hégli Dusan (Párkány, 1971–) szlovákiai magyar koreográfus, rendező, az Ifjú Szivek Táncszínház művészeti vezetője.

## Életpályája
1971-ben, Párkányban született. A néptánc iránti elkötelezettségét szüleinek köszönheti, gyermekkorától táncol. 1989-ben kezdett koreografálni, mára több mint 100 alkotás fűződik a nevéhez. Tanulmányait a pozsonyi Művészeti Egyetem (VŠMU) koreográfus szakán, majd a budapesti Magyar Táncművészeti Főiskola táncpedagógus szakán folytatta. Újszerű koreográfiai szemléletet tükröző alkotásaival hamar felhívta magára a hazai és a magyarországi szakma figyelmét. 1999-ben elnyerte az Ifjú Szivek Magyar Művészegyüttes igazgatói posztjára kiírt pályázatot. Kezdeményezésére az együttes hivatásos társulattá vált, irányítása alatt a közép-európai magyar néptáncmozgalom és táncművészet jelentős műhelyévé fejlődött. Az Ifjú Szivek Táncszínház művészeti vezetőjeként 2000-től évente több új alkotással áll a nézőközönség elé.
Alkotói tevékenysége mellett a Táncfórum (Szlovákiai Magyar Néptáncosok Szakmai Egyesülete) alapítójaként és elnökeként meghatározó szereplője a hazai néptáncmozgalomnak. Koreográfusként és táncpedagógusként közel 30 országban dolgozott világszerte, Ausztráliától az Amerikai Egyesült Államokig. Számos táncos és zenei gyűjtés szervezője és résztvevője volt, főként Szlovákia magyarlakta területein. Alkotói munkája nagyban hozzájárult, hogy ezen tájegységek tradicionális tánckultúrája széles körben ismertté vált. Zenei rendezőként több hangzóanyag (CD) kiadásában is közreműködött. Kezdeményezésére indult el a Pozsonyi Magyar Tannyelvű Alapiskola és Gimnázium néprajzi osztálya, valamint a Magyar Táncművészeti Főiskola kihelyezett néptáncpedagógus képzése Pozsonyban. Az Ifjú Szivek Táncszínház igazgatójaként elérte, hogy az együttes székházában megnyithassa kapuit Pozsony egyetlen magyar színháza, mely azóta a pozsonyi kulturális élet meghatározó helyszínévé vált.
Hégli Dusan mára nemzetközileg is elismert koreográfus. Műsorait a hagyományos tánckultúra hiteles interpretálása és a dramaturgiai szerkezet átgondolt találkozása teszi művészivé. A zene, a színpadkép, a világítás és a viselet éppoly meghatározó, integráns részei műveinek, mint az autentikus néptánc-formanyelv.

## Szakmai pályája
- 2012-től             Magyar Táncművészek Szövetsége, az Ifjú Szivek Táncszínház képviselete
- 2009-től            Táncfórum (Szlovákiai Magyar Néptáncosok Szakm.Egyes.), alapító, elnök
- 1999-től            Ifjú Szivek Táncszínház, Pozsony, művészeti vezető
- 2011 –  2013      Ifjú Szivek Táncszínház, Pozsony, igazgató
- 1999 – 2002      Ifjú Szivek Táncszínház, Pozsony, igazgató
- 1992 – 1998      Szőttes Kamara Néptáncegyüttes, Pozsony, művészeti vezető, koreográfus
- 1990 – 1992      Ifjú Szivek MME, Pozsony, táncos, táncoktató, majd szervezőtitkár
- 1986 – 1990      Szőttes Kamara Néptáncegyüttes, Pozsony, táncos

## Alkotásai
- Hontalanítás (Ifjú Szivek Táncszínház, 2013), koreográfus, rendező
- Pozsonyi táncok (az Ifjú Szivek Táncszínház zenekara, CD, 2012), zenei rendező
- Felvidéki Páva Gála (Ifjú Szivek Táncszínház, 2012), rendező
- Womex 2011 Opening Gala - Hungarian Heart Beats, Koppenhága (Koncerthuset, 2011), rendező
- Szlovákiai és magyar (Ifjú Szivek Táncszínház, 2012), koreográfus, rendező
- Levelek - Ľila - ЛИСТЫ – Listy (Ifjú Szivek Táncszínház, 2011), koreográfus, rendező
- Az ördög tánca (Ifjú Szivek Táncszínház, 2010), koreográfus, rendező
- Kárpátok kapujában (Ifjú Szivek Táncszínház, 2010), koreográfus, rendező
- Rendhagyó történelemóra (Ifjú Szivek Táncszínház, 2009), társrendező
- Tánc húros hangszerekre, ütőkre és zongorára (Ifjú Szivek Táncszínház, 2009),koreográfus, rendező
- Táncírók (Ifjú Szivek Táncszínház, 2008), rendező
- Monarchia /Népek tánczai/ (Budapest Táncegyüttes, Honvéd Táncszínház, 2007), koreográfus
- Bartók-trilógia – Kincses Felvidék (Magyar Állami Népi Együttes, 2006), koreográfus
- Tánciskola 2 (Ifjú Szivek Táncszínház, 2006), koreográfus, rendező
- Felföldi levelek (Ifjú Szivek Táncszínház, 2005), koreográfus, rendező
- Magyar tánciskola (Ifjú Szivek Táncszínház, 2004), koreográfus, rendező
- Mestereink (Ifjú Szivek Táncszínház, 2003), koreográfus, rendező
- Szerelemtánc (Magyar Állami Népi Együttes, 2003), koreográfus
- Régi szokás szerint /For Old Times Sake/ (Ifjú Szivek Táncszínház, 2003), koreográfus, rendező
- Honti igricek (Ifjú Szivek Táncszínház, 2002), koreográfus, rendező
- Muzsikáltam én… /Zenészek táncai/ (Ifjú Szivek Táncszínház, 2001), koreográfus, rendező
- Szép öregasszonyok... (Ifjú Szivek Táncszínház, 2001), koreográfus, rendező
- Lagzi (Honvéd Táncszínház, 2001), koreográfus
- Régi szokás szerint (Szőttes, 1995), koreográfus, rendező
- Gombaszög ´94 (STV 1, 1994), rendező
- Bál (Szőttes, 1993), koreográfus, rendező
- Kötődések (Ifjú Szivek MME, 1991), koreográfus
- Nyugtalan ének (Ifjú Szivek MME, 1989), koreográfus

## Díjai, elismerései
- Imre Zoltán-díj (2022)[1]